# Cultist Simulator
Cultist Simulator — компьютерная игра, разработанная независимой британской студией Weather Factory и выпущенная компанией Humble Bundle для Windows, macOS и Linux в мае 2018 года. В последующие годы игра была портирована на iOS, Android и Nintendo Switch; за портирование игры на мобильные платформы и выпуск игры на Switch отвечала французская компания Playdigious.
Игра, выполненная в духе лавкрафтовских ужасов, предлагает игроку собирать оккультные знания и возглавить тайную секту. Игровой процесс Cultist Simulator напоминает пасьянс — различные действия и взаимодействие с неигровыми персонажами реализованы в виде раскладываемых на виртуальном столе карт. Игра получила смешанные отзывы критиков: обозреватели хвалили атмосферу и литературный стиль Cultist Simulator, но критиковали высокую сложность и затянутость игры.

## Геймплей

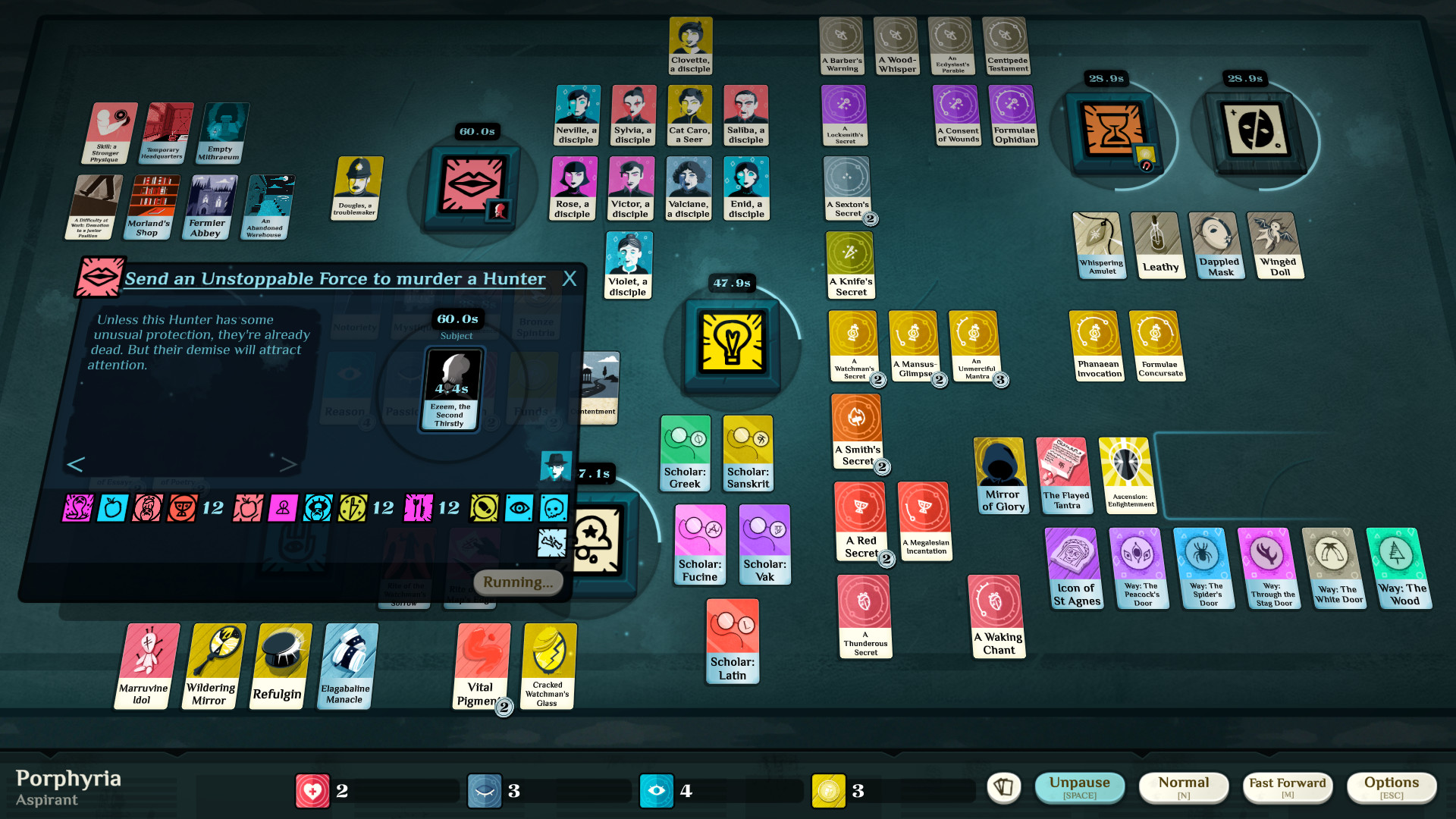
Скриншот из игры.

Игрок в Cultist Simulator берет на себя роль обывателя в альтернативно-исторической Англии 1920-х годов. Этот персонаж и его занятия напоминают учёных-оккультистов из книг Говарда Лавкрафта — они корпят над запретными гримуарами, пытаясь подобрать ключи к иным, астральным слоям мироздания. Как персонаж внутри игры, так и управляющий им игрок в Cultist Simulator должен накапливать и комбинировать крупицы знания о вселенной игры, чтобы продвинуться дальше. В ходе игры герой может создать и возглавить секту из покорных его воле последователей, взаимодействуя с потусторонними сущностями и проводя мистические ритуалы.
Игровой процесс Cultist Simulator напоминает пасьянс — на виртуальном столе раскладываются карты и кнопки действий. Эти карты обозначают самые разные объекты и действия — людей, качества игрового персонажа, такие как здоровье или разум, эмоции, места, предметы, деньги, знания и другие. Так, в роли Искателя — персонажа по умолчанию, доступного с самого начала игры — игрок получает одну карту здоровья и действие «Работа»; чтобы занять персонажа неквалифицированным трудом, игрок должен перетащить карту здоровья на кнопку «Работы» и запустить действие — запустится таймер с обратным отсчетом на 60 секунд. По истечении таймера игрок должен нажать на кнопку действия — он получит назад сыгранные карты, а также дополнительные награды, которые могут быть случайными или заранее определенными в зависимости от действия. Так, неквалифицированный труд приносит игроку новые карты здоровья и денег.
По ходу игры могут появляться новые кнопки действий. Некоторые из них добавляют дополнительные возможности — «Изучение», «Разговор», «Исследование» или «Сон». Другие действия могут и мешать продвижению по игре — например, действие «Проходит время» должно поглощать новые и новые карты денег с каждым оборотом таймера; если у игрока закончатся карты денег, это действие начнёт превращать карты здоровья в карты «голода» — это может закончиться смертью персонажа и поражением в игре. Некоторые карты, часто генерируемые кнопками действий, также получают собственные таймеры — по истечении такого таймера карта либо «сгорает» и пропадает из игры, либо превращается в карту другого типа. Игровой процесс проходит в режиме реального времени, но у игрока есть возможность поставить игру на паузу, чтобы просмотреть доступные карты и действия, а также по-другому разместить карты на виртуальном столе. В конечном итоге в игре есть множество различных ветвящихся условий побед и поражений.

## Разработка и выпуск
Игра была разработана Weather Factory — независимой студией по разработке компьютерных игр, основанной Алексисом Кеннеди. Ранее Кеннеди в качестве руководителя также созданной им студии Failbetter Games уже выпустил несколько успешных инди-игр на готические и лавкрафтовские темы, в том числе Fallen London и Sunless Sea, но в 2016 году покинул Failbetter и основал Weather Factory: Кеннеди стали тяготить управленческие обязанности, и он хотел спокойно заниматься  геймдизайнерской и сценарной работой. Cultist Simulator представляла собой первую игру новой студии — своего рода эксперимент, который можно было бы разработать быстро и с минимальными затратами. Издателем игры выступила компания Humble Bundle.
Кеннеди использовал карты как элемент геймплея ещё со времен Fallen London — по его мнению, даже виртуальные карты обладают некими материальными качествами: если любому человеку дать стол с картами, тот немедленно поймёт, что карты можно тянуть из колоды, раскладывать в разные комбинации, что отдельные карты могут быть ценными, но при этом с ними легко расстаться — карты «приходят и уходят». Идея игры-пасьянса была не только дешева с точки зрения реализации, но и открывала возможность для Кеннеди экспериментировать с новыми идеями и механиками.
Кеннеди анонсировал проект в сентябре 2016 года — он выложил в интернет бесплатную упрощенную веб-версию будущей игры и заявил о планах собрать для нее средства через краудфандинговую платформу Kickstarter; на этот момент игру предполагалось выпустить в октябре 2017 года. Weather Factory запустила сбор средств на Kickstarter лишь в сентябре 2017 года и перенесла дату выпуска на май 2018 года; в качестве цели краудфандинговой кампании была поставлена отметка в 30 тысяч фунтов стерлингов, но в итоге удалось собрать больше — 82 тысячи. Игра была выпущена 31 мая 2018 года для систем Microsoft Windows, macOS и Linux.
В дальнейшем Кеннеди выпускал к Cultist Simulator загружаемые дополнения, расширяющие игру и добавляющие к ней новый контент, подобно тому, как свои игры расширяет Paradox Interactive. Первое такое дополнение, Dancer («Танцовщица»), был выпущено 16 октября 2018 года. Бесплатное обновление, выпущенное 22 января 2019 года, включает расширенный заключительный этап игры — в нем игровой персонаж может вознестись и стать божеством, но для этого ему придётся вступить в противоборство с бессмертными сущностями. В мае 2019 года вышли дополнения The Priest («Жрец») и Ghoul («Упырь»); тогда же было выпущено издание Cultist Simulator: Anthology Edition, включающее в себя и основную игру, и дополнения к ней. В мае 2020 года было выпущено ещё одно дополнение The Exile («Изгой»), заметно отличающееся и от основной игры, и от других дополнений по игровому процессу — в нём герой странствует по Европе и другим частям света. В этом дополнении было добавлено десять новых концовок.
Версии для мобильных устройств под управлением iOS и Android были разработаны компаний Playdigious и выпущены во втором квартале 2019 года. Версия игры для Nintendo Switch была выпущена 2 февраля 2021 года.

## Отзывы, продажи и награды
| Сводный рейтинг       | Сводный рейтинг              |
| Агрегатор             | Оценка                       |
| --------------------- | ---------------------------- |
| GameRankings          | 75,05 %                      |
| Metacritic            | 71/100 (Win) 65/100 (Switch) |
| Иноязычные издания    |                              |
| Издание               | Оценка                       |
| Eurogamer             | «Рекомендовано»              |
| Nintendo World Report | 7/10                         |
| PC Gamer (US)         | 8,5/10                       |
| RPGFan                | 90/100                       |
| TouchArcade           | [ 23 ]                       |
| VentureBeat           | 90/100                       |
| Русскоязычные издания |                              |
| Издание               | Оценка                       |
| Riot Pixels           | 55 %                         |
| StopGame.ru           | "Похвально"                  |

Cultist Simulator на момент выпуска получила «смешанные или средние отзывы» обозревателей. 
Обозреватель TouchArcade Тасос Лазаридес считал, что основной источник удовольствия для игрока в Cultist Simulator — исследование и открытие нового; хотя это и «игра не для всех», она вознаграждает затраченные усилия и время. По мнению Лазаридеса, хотя геймплей игровые механики и могут быть сложными для восприятия, об визуальном стиле игры и интерфейсе этого сказать нельзя — они прекрасно сочетаются с эстетикой текстов в духе начала XX века. Джошуа Робин в обзоре для Nintendo World Report сетовал на медлительность игры — можно проиграть несколько часов подряд и не добиться никакого прогресса, а потом совершить ошибку и потерять все прохождение.
Рецензент PC Gamer Кристофер Ливингстон описывал Cultist Simulator как «мрачную, увлекательную и сложную» игру, в которая каждая партия ощущается по-новому — хотя он сам не принадлежал ни к любителям Лавкрафта, ни к поклонникам карточных игр, пробовать комбинации карт и открывать что-то новое было для него крайне занимательно. Эдвин Эванс-Тирлвелл в рецензии для Eurogamer особо хвалил литературные достоинства игры и писательский стиль Кеннеди — одновременно «лавкрафтовский» и возвышающийся над тем, что принято считать лавкрафтовским; способность насыщать короткие тексты в одно-два предложения тревожным подтекстом и создавать не столько цельные куски «лора», характерные для фэнтезийных RPG, сколько всеобщую недосказанность, «изменчивое скопление загадок, сносок на полях научных трудов, уличных сплетен и изящных эпитетов»; при этом свойственные «космическим» лавкрафтовским ужасам помпезность и напыщенность компенсируются самопародийной манерностью и фаталистическим юмором.
Андрей Мирошниченко (Snor) в рецензии для Riot Pixels охарактеризовал игру как «занудную гриндилку» с чрезмерным, выходящим за все разумные рамки влиянием «рандома», крайне ограниченным набором действительно полезных занятий и бессмысленными, «наркоманскими» текстами. Обозреватель StopGame.ru Кристина Краснопольская описывала игру как «вещь на любителя... искать и открывать новое, любителя таинственных историй и неожиданных сюжетных поворотов, любителя минимализма и карточных игр», но отмечала, что на игру приходится потратить немало времени, а «однообразная рутина» затягивает игровой процесс.
По словам Алексиса Кеннеди, продажи Cultist Simulator в течение шести дней после выпуска превысили 35 тысяч копий, что позволило полностью окупить разработку — иначе говоря, уже в течение недели игра начала приносить прибыль. Ее продажи были аналогичны продажам Sunless Sea, самой известной игры Кеннеди, за тот же период. Продажи игры достигли 100 тысяч копий к середине февраля 2019 года, и к апрелю 2020 года только на ПК было продано больше 400 тысяч копий.
Cultist Simulator получила награду в номинации «Лучший эмоциональный игровой дизайн» на церемонии Emotional Game Awards 2018. Она была номинирована в категориях «Дебютная игра» и «Игровая инновация» на 15-й церемонии вручения наград Британской академии (BAFTA) в области видеоигр и была удостоена наград «Лучший игровой дизайн» и «Лучшая инновация», а также номинации «Лучшее повествование» на церемонии вручения наград Develop: Star Awards.

## Внешние ссылки
- weatherfactory.biz/cultist-simulator/ — официальный сайт Cultist Simulator
- Ранний браузерный прототип игры (2016) на сайте Weather Factory